# Jezioro Bielkowskie
Jezioro Bielkowskie (Bielkowski Zbiornik Wodny) (kaszb. Jezoro Biélkôwsczé) – zbiornik retencyjny w Polsce położony na wschodnim krańcu Pojezierza Kaszubskiego w województwie pomorskim, w powiecie gdańskim, na terenie gminy Kolbudy i w całości na obszarze sołectwa Kolbudy. przy turystycznym szlaku Skarszewskim. Stąd na mapach spotyka się też nazwę Zbiornik Kolbudy II. Wschodnim brzegiem jeziora prowadzi trasa drogi wojewódzkiej nr 221. Zbiornik został utworzony w roku 1925 i obejmuje 2,5 miliona m³ (o długości 1,6 kilometrów, szerokości 0,5 kilometra), znajduje się na wysokości 86 m n.p.m. w pobliżu Kolbud.
Ogólna powierzchnia: 54 ha, maksymalna głębokość: 15,4 m.